# Lecane levistyla
Lecane levistyla is een raderdiertjessoort uit de familie Lecanidae. De wetenschappelijke naam van deze soort is voor het eerst geldig gepubliceerd in 1917 door Olofsson.